# Ochotnicza Straż Pożarna w Zabielu
Ochotnicza Straż Pożarna w Zabielu – organizacja społeczna powstała w 1927 roku w Zabielu. Jednostka położona jest przy drodze wojewódzkiej nr 647 Stawiski – Kolno – Myszyniec.
Jest to jednostka typu S, która posiada remizę, sztandar oraz samochód pożarniczy typu średniego GBA 3/16 na podwoziu Volvo FL 44R 4x4. Dysponuje sprzętem do ratownictwa drogowego i medycznego. Liczy 45 strażaków czynnych i posiada młodzieżową drużynę chłopięcą liczącą 10 osób oraz drużynę żeńską – 12 kobiet. W grudniu 2009 roku włączona została do Krajowego Systemu Ratowniczo-Gaśniczego.
Sposób reprezentacji:
- prezes zarządu reprezentuje ochotniczą straż pożarną na zewnątrz
- umowy, akty oraz pełnomocnictwa i dokumenty finansowe podpisuje w imieniu OSP prezes lub wiceprezes i skarbnik[2]

## Historia
Ochotnicza Straż Pożarna w Zabielu powstała w 1927 roku z inicjatywy mieszkańców miejscowości Zabiele przy udziale samorządu Gminy Czerwone. Inicjatorami założenia straży byli: Bajkowski Antoni – sekretarz Gminy Czerwone, Podeszwik Władysław, Muzyk Stanisław, Ptak Władysław, Grzech Stanisław, Sielawa Antoni, Pan Szeszo i inni. Główną przyczyną jej powstania była walka z pożarami, które we wsi o zwartej, palnej zabudowie, zbierały niekiedy swoje okrutne żniwo.
Pierwszy oddział strażacki liczył około 20 osób. Dzięki pieniądzom ze społecznych datek i pomocy gminy zakupiono podstawowy sprzęt gaśniczy, tj. przenośną ręczną sikawkę, wóz dwukołowy i trąbkę. Pomieszczenie na sprzęt udostępnił w spichrzu pan Piekarski Franciszek.
Dopiero po II wojnie światowej strażacy zbudowali szopę na sprzęt, która służyła im do 1971 roku.
W 1971 roku z inicjatywy strażaków przygotowano zbiórkę pieniędzy od miejscowej ludności na budowę nowej remizy strażackiej. Wsparcie finansowe otrzymano również od Urzędu Gminy w Kolnie i rozpoczęto budowę obecnej do dziś remizy. W tym czasie komendantem OSP oraz majstrem budowy był Wacław Sekściński. Wszyscy strażacy przy budowie remizy pracowali w czynie społecznym. Do budowy włączyła się cała wieś, ponieważ widziała potrzebę istnienia straży. 22 lipca 1973 roku nową strażnicę oddano do użytku.
Obiekt ten służy nie tylko dla potrzeb straży, lecz także dla mieszkańców. Odbywały się tu przedstawienia organizowane przez strażaków, spotkania z ciekawymi ludźmi, występy estradowe, a także wesela i zabawy ludowe.
Wszyscy strażacy kosztem wielu wyrzeczeń systematycznie uczestniczyli w szkoleniach i ćwiczeniach strażackich. Często wyjeżdżali na kursy do Ełku, Czartorii, Kolna, a nawet do Warszawy. Brali udział w zawodach sportowo-pożarniczych gdzie zajmowali czołowe miejsca.
Pierwszym samochodem gaśniczym był samochód Żuk, po 4 latach samochód STAR 25, później STAR 66 i Żuk do roku 2008.
Z okazji obchodów 80-lecia Ochotniczej Straży Pożarnej, które odbyły się 27 maja 2007 roku został ufundowany przez mieszkańców miejscowości sztandar dla OSP Zabiele. Przez okres tych 80 lat było wielu ludzi, którzy szczególnie zasłużyli się dla dobra tej jednostki. Nie sposób wymienić wszystkich, ale należy wymienić druhów takich jak: Najda Stanisław, Podeszwik Władysław, Góralczyk Antoni, Muzyk Stanisław, Ptak Władysław, Grzech Stanisław, Sielawa Antoni, Najda Antoni, Sekściński Wacław, Rainko Czesław, Przytuła Arkadiusz, Miłosek Władysław, Pisiak Jan, Zduńczyk Antoni, Szeszo i inni.
Do druhów honorowych, którzy dożyli dnia 27 maja 2007 roku należą: Korzep Bronisław, Podsiad Antoni, Paliwoda Antoni syn Stanisława, Paliwoda Antoni syn Aleksandra, Chaberek Jan, Pietruszka Feliks, Bajno Stanisław i Bajno Józef.
Strażacy z Zabiela biorą co roku czynny udział w obchodach Bożego Ciała, pełnią straż przy Grobie Pańskim i włączają się do obchodów niepodległościowych.
Na dzień 27 maja 2007 roku OSP Zabiele liczyło 28 członków czynnych, 8 honorowych i 10 młodzieży. Niektórzy druhowie posiadali także wyszkolenie medyczne.
W 2008 roku Ochotnicza Straż Pożarna w Zabielu wzbogaciła się o nowy wóz bojowy. Jest to samochód pożarniczy typu średniego GBA 2,6/16 marki Mercedes 1019AF. Samochód wyposażony jest w sprzęt ratownictwa technicznego i agregat prądotwórczy. Uroczyste przekazanie pojazdu strażakom wraz z poświęceniem odbyło się 31 sierpnia 2008 roku w trakcie Dożynek Gminnych.
Dnia 3 maja 2009 obchodzony w Zabielu był Dzień Strażaka w czasie którego przysięgę złożyli członkowie drużyny młodzieżowej chłopięcej oraz pierwszej w historii OSP Zabiele i Gminy Kolno drużyny młodzieżowej dziewczęcej.
13 września 2009 roku w Koźle odbyły się Gminne Zawody Sportowo-Pożarnicze dla jednostek Ochotniczych Straży Pożarnych z gminy Kolno. Męska drużyna pożarnicza strażaków z Zabiela zajęła 2 miejsce, młodzieżowa chłopięca również 2 miejsce, a kobieca drużyna pożarnicza 1 miejsce.
W dniu 17 listopada 2009 roku przed remizą OSP w Zabielu odbyło się uroczyste przekazanie dla naszej jednostki specjalistycznego sprzętu ratownictwa medycznego w skład którego wchodzi: deska ortopedyczna ze stabilizacją głowy, zestaw opatrunkowy na oparzenia oraz zestaw szyn Kramera.
Od początku stycznia 2010 r. OSP w Zabielu jest w Krajowym Systemie Ratowniczo-Gaśniczym. Strażacy ochotnicy z Zabiela często uczestniczą w akcjach związanych z wypadkami na drogach. Jednostka położona jest przy drodze wojewódzkiej nr 647 Stawiski – Kolno – Myszyniec. W pobliżu jest droga krajowa nr 63, którą szczególnie w sezonie wakacyjnym tłum kierowców jedzie na Mazury. Na terenie działania OSP w Zabielu jest też rzeka Pisa i dużo lasów.
W 2010 roku szeregach OSP Zabiele było 35 druhów, z czego sześciu przeszkolonych w zakresie ratownictwa medycznego, czterech posiadających uprawnienia do używania aparatów powietrznych ochrony dróg oddechowych i dwóch ratowników – nurków po kursie podstawowym. Przy OSP w Zabielu działa chłopięca drużyna młodzieżowa licząca 10 członków, ale też jedyna w gminie dziewczęca drużyna młodzieżowa OSP.
Strażacy z Zabiela dnia 24 kwietnia 2010 roku uczestniczyli po raz pierwszy w 6 Ogólnopolskiej Pielgrzymce Strażaków do Częstochowy na Jasną Górę. Wybrali się oni tam by podziękować za opiekę nad służbą.
W niedzielę 23 września 2012 roku doszło do otwarcia i oddania do użytku wyremontowanej i rozbudowanej Remizy Ochotniczej Straży Pożarnej w Zabielu oraz Centrum Kulturalno-Rozrywkowego w Zabielu. Obiekt zmodernizowano dzięki wsparciu unijnemu w ramach PROW na lata 2007–2013.
Dnia 12 maja 2013 roku OSP Zabiele obchodziła jubileusz 86-lecia.

## Zarząd OSP(2016)
- Andrzej Sekściński – prezes – gospodarz OSP

- Karol Podlaski – naczelnik – wiceprezes OSP
- Tadeusz Góralczyk – wiceprezes OSP
- Władysław Kowalczyk – wiceprezes OSP
- Rafał Piwowarski – skarbnik OSP
- Bartłomiej Rogiński – z-ca naczelnika OSP
- Jan Pieklik – sekretarz OSP

Komisja rewizyjna
- Marek Bazydło – przewodniczący
- Krzysztof Najda – z-ca przewodniczącego
- Franciszek Góralczyk – członek[4]

## Baza techniczna

### Samochód
- samochód pożarniczy typu średniego Volvo FL 44R 4x4 GBA 3/16

### Sprzęt i wyposażenie
- pompa szlamowa
- pompa pływająca Niagara I
- motopompa PO5 M8/8
- motopompa Tohatsu o wydajności 1800 l/min
- piły do drewna
- piły do betonu i stali
- aparaty powietrzne z czujnikami bezruchu
- sprzęt oświetleniowy

- komplet szyn Kramera, deska ortopedyczna,

- hełmy typu Vulcan
- ubrania bojowe
- sprzęt łącznościowy[5]